# Fifflaren
Робин Юханссон (Йоханссон) (швед. Robin Johansson; род. 2 декабря 1987, Швеция), более известный под никнеймом Fifflaren — бывший шведский киберспортсмен по Counter-Strike: Source и Counter-Strike: Global Offensive, наиболее известный своими выступлениями за команду Ninjas in Pyjamas. После окончания карьеры стал появляться на англоязычных трансляциях крупных киберспортивных турниров в роли аналитика, реже в роли комментатора. 21 января 2020 года Fifflaren присоединился к составу Dignitas в роли тренера и менеджера.

## Биография

### Ранние годы и начало карьеры
Робин начал играть в компьютерные игры, когда ему было около 12 лет. Коллега его отца был геймером и у него было несколько компьютеров, так что Фиффларен проводил за играми всё своё свободное от учёбы время. В 14 лет Робин играл в Diablo 2. С 15-летнего возраста он преимущественно играл в Counter-Strike, поскольку в эту игру играли его одноклассники.

### В составе NiP
10 августа 2010 года Робин вступает в ряды Ninjas in Pyjamas. Уже в начале ноября они выигрывают свой первый международный турнир — ESWC 2012, обыграв французскую команду VeryGames. Затем последовала победа на DreamHack Winter 2012 и Copenhagen Games 2013. На своём первом мейджоре Фиффларен и команда занимают второе место, проигрывая в финале 1-2 команде Fnatic. Следующий год выдался более удачным, несмотря на второе место на EMS One Katowice 2014 команде удается выиграть ESL One: Cologne 2014, обыграв команду Fnatic со счетом 2-1.

### Настоящее время
В январе 2020 года он занял пост тренера и генерального менеджера команды Dignitas. Под его руководством команда не смогла отобраться на отменённый ESL One: Rio 2020, заняв 15—16 место на региональном отборочном турнире. В сентябре 2020 года он объявил об уходе с тренерского поста, сославшись на заботу о своём здоровье.

## Достижения
| Место                            | Турнир                       | Место проведения       | Дата                   | Призовые               |
| Counter-Strike: Source           | Counter-Strike: Source       | Counter-Strike: Source | Counter-Strike: Source | Counter-Strike: Source |
| 2007                             | 2007                         | 2007                   | 2007                   | 2007                   |
| -------------------------------- | ---------------------------- | ---------------------- | ---------------------- | ---------------------- |
| 3—4                              | CGS 2007 World Championship  | Лос-Анджелес           | 6—14 декабря           | 35 000 $               |
| 2008                             |                              |                        |                        |                        |
| 3—4                              | CGS 2008 World Championship  | Лос-Анджелес           | 14—28 июля             | 35 000 $               |
| Counter-Strike: Global Offensive |                              |                        |                        |                        |
| 2012                             |                              |                        |                        |                        |
| 1                                | ESWC 2012                    | Париж                  | 2—4 ноября             | 12 000 $               |
| 1                                | DreamHack Winter 2012        | Йёнчёпинг              | 22—24 ноября           | 22 638 $               |
| 2013                             |                              |                        |                        |                        |
| 1                                | Copenhagen Games 2013        | Копенгаген             | 29—31 марта            | 21 157 $               |
| 1                                | ESEA Global Finals Season 13 | Даллас                 | 20—21 апреля           | 17 500 $               |
| 1                                | ESEA Global Finals Season 14 | Даллас                 | 17—18 августа          | 20 000 $               |
| 2                                | DreamHack Winter 2013        | Йёнчёпинг              | 26 ноября — 1 декабря  | 50 000 $               |
| 2014                             |                              |                        |                        |                        |
| 2                                | EMS One Katowice 2014        | Катовице               | 12—16 марта            | 50 000 $               |
| 1                                | ESL One Cologne 2014         | Кёльн                  | 14—17 августа          | 100 000 $              |

Полужирным отмечены мейджор-турниры